# Harry Haddock
Henry „Harry“ Haddock (* 28. Juli 1925 in Glasgow; † 18. Dezember 1998 in Rutherglen) war ein schottischer Fußballspieler.

## Laufbahn
Haddock spielte als Jugendlicher für die Renfrew Juniors und schloss sich im Anschluss an den Zweiten Weltkrieg bei Wiederaufnahme des regulären Spielbetriebs im Sommer 1946 als Amateur Exeter City an. Nach einer Spielzeit kehrte er nach Schottland zurück, wo er bis zu seinem Karriereende 1963 für den FC Clyde aktiv war. Dreimal stieg er mit der Mannschaft im Laufe dieser zeit aus der ersten schottischen Liga ab, schaffte mit der Mannschaft aber jeweils die direkte Rückkehr. Zudem errang er mit der Mannschaft zwei Titel, als im Landespokalwettbewerb 1955 Celtic Glasgow und drei Jahre später Hibernian Edinburgh jeweils geschlagen wurden. Auch bedingt durch das Auf und Ab mit dem Verein kam er zwischen 1954 und 1958 zu lediglich sieben Einsätzen in der schottischen Nationalmannschaft. Dabei stand er im Kader bei der Weltmeisterschaft 1958. Das schlechte Abschneiden ohne Sieg und mit zwei Niederlagen führte wie bei anderen Mitspielern möglicherweise zur anschließenden Nichtberücksichtigung in der Nationalelf. Dennoch erhielt er 1959 die Auszeichnung als Schottlands Fußballer des Jahres.